# Terrible Vengeance

Terrible Vengeance (Страшная месть, strachnaïa mest) est un film russe réalisé par Ladislas Starewitch, sorti en 1913.

## Fiche technique
- Réalisation : Ladislas Starewitch
- Scénario : Ladislas Starewitch, d'après une nouvelle de Nicolas Gogol
- Photographie : Ladislas Starewitch

## Distribution
- Pavel Knorr
- Ivan Mosjoukine
- Olga Obolenskaya